# Le Béage
Le Béage ist eine französische Gemeinde mit 255 Einwohnern (Stand 1. Januar 2022) im Département Ardèche in der Region Auvergne-Rhône-Alpes. Die Bewohner werden Béageois und Béageoises genannt.

## Geografie
Die Gemeinde Le Béage liegt im Westen des Départements im Massiv Mézenc, einem Teil der Cevennen, und ist somit eine der höchstgelegenen der Ardèche. Das Gemeindegebiet ist zum größten Teil bewaldet, der höchste Punkt befindet sich auf dem Suc de Montfol auf 1602 m Höhe. Der Lac d’Issarlès erstreckt sich südlich davon. Nachbargemeinden sind Les Estables und Lac d’Issarlès. Die nächstgrößte Stadt ist Le Puy-en-Velay in 28 Kilometern Entfernung Richtung Nordwesten. Der Fluss Gage durchquert das Gemeindegebiet.

## Geschichte
Im Mittelalter führte durch den Ort der Chemin du Pal, eine Verbindungsroute zwischen dem Tal der Rhone und Le Puy-en-Velay. Dort siedelten sich im Laufe der Jahre immer mehr Menschen an, sodass die Einwohnerzahl zu Beginn der Neuzeit auf 2400 anstieg. Auch der Ortsname zeugt noch von der alten Funktion der Gemeinde. Er stammt entweder vom französischen Begriff Péage ab, was Maut bedeutet oder vom okzitanischen Wort Bizadge, was ein Dorf an einer Weggabelung beschreibt. 
Im 10. Jahrhundert wurde das feudale Schloss am Fluss Veyradeyre von den ersten Lehnsherren des Ortes besetzt. Diese nahmen auch am ersten Kreuzzug teil, von dem sie aber nicht mehr lebend zurückkehrten.
Im Mittelalter wurde der Ort von der Familie Montlaur verwaltet. Damals war Le Béage vor allem für sein Kloster Chartreuse den Bonnefoy bekannt, das von den Jüngern des Kartäusers Saint-Bruno im 12. Jahrhundert errichtet wurde. Während der Religionskriege wurde es jedoch fast vollständig ausgeplündert. Im 18. Jahrhundert wurde es neu aufgebaut, zu Beginn der Französischen Revolution 1789 aber wieder komplett verwüstet.

### Bevölkerungsentwicklung
| Jahr                       | 1962 | 1968 | 1975 | 1982 | 1990 | 1999 | 2006 | 2016 |
| Einwohner                  | 671  | 640  | 531  | 436  | 352  | 337  | 332  | 257  |
| Quellen: Cassini und INSEE |      |      |      |      |      |      |      |      |

## Kultur und Sehenswürdigkeiten
Die Gemeinde Le Béage lebt vom Tourismus; vor allem im Winter kommen viele Besucher, um in den Bergen Skisport zu betreiben oder die Landschaft zu besichtigen. Auf den Hochalmen befinden sich auch heute noch zahlreiche Kotten und von der daran vorbeiführenden Bergkammroute hat man schöne Ausblicke auf das Bergmassiv der Cevennen und den Mont Gerbier-de-Jonc, eines der beliebtesten Ausflugsziele für Touristen im Département Ardèche. Le Béage ist Teil des Regionalen Naturparks Monts d’Ardèche. 
Im staatlichen Wald von Bonnefoy kann man heute noch die Ruinen des alten Kartäuserklosters besichtigen, einige Gebäudekomplexe aus dem frühen 18. Jahrhundert sind noch gut erhalten. Vom 1345 Meter hoch gelegenen Aussichtspunkt bietet sich auch ein schöner Blick über das Gemeindegebiet. Die Kirche Saint-Pierre im Dorfzentrum ist für ihr silber lackiertes Turmkreuz und den antiken Springbrunnen auf dem Dorfplatz bekannt.
Die Berge Suc du Montfol und Taupernas sind für ihre abwechslungsreiche Fauna und Flora bekannt. Der erloschene Vulkan Cherchemus beherbergt Steinbrüche aus Puzzolan, die im Erdzeitalter Quartär entstanden sind.